# Hydromyini
Hydromyini – plemię ssaków z podrodziny myszy (Murinae) w obrębie rodziny myszowatych (Muridae).

## Zasięg występowania
Plemię obejmuje gatunki występujące w południowej i południowo-wschodniej Azji, Australii i Oceanii.

## Podział systematyczny
Do plemienia należą następujące występujące współcześnie i wymarłe po 1500 roku rodzaje:

- Chiropodomys Peters, 1868 – drzewiarka
- Haeromys O. Thomas, 1911 – ranimysz
- Soricomys Balete, Rickart, Heaney, Alviola, M.V. Duya, M.R.M. Duya, Sosa & Jansa, 2012 – sorkomyszak
- Chrotomys O. Thomas, 1895 – pręgoszczur
- Archboldomys Musser, 1982 – sorkoszczurzyk
- Rhynchomys O. Thomas, 1895 – ryjoszczur
- Apomys Mearns, 1905 – filipinomysz
- Anisomys O. Thomas, 1904 – irianoszczur – jedynym przedstawicielem jest Anisomys imitator O. Thomas, 1904 – irianoszczur wiewiórkozębny
- Lorentzimys Jentink, 1911 – długonóg – jedynym przedstawicielem jest Lorentzimys nouhuysi Jentink, 1911 – długonóg papuaski
- Chiruromys O. Thomas, 1888 – papuasogon
- Macruromys Stein, 1933 – drobnozębnik
- Hyomys O. Thomas, 1904 – białouch
- Pogonomys Milne-Edwards, 1877 – myszarek
- Coccymys Menzies, 1990 – irianomysz
- Brassomys Musser & Lunde, 2009  – jedynym przedstawicielem jest Brassomys albidens (Tate, 1951) – irianomysz białozębna
- Xenuromys Tate & Archbold, 1941 – dziwnoszczur – jedynym przedstawicielem jest Xenuromys barbatus  – dziwnoszczur nowogwinejski
- Mammelomys Menzies, 1996 – mozaikogon
- Pogonomelomys Rümmler, 1936 – krzakorzyk
- Abeomelomys Menzies, 1990 – papuasomysz – jedynym przedstawicielem jest Abeomelomys sevia (Tate & Archbold, 1935) – papuasomysz górska
- Mallomys O. Thomas, 1898 – wełnistek
- Xeromys O. Thomas, 1889 – szczureczek – jedynym przedstawicielem jest Xeromys myoides O. Thomas, 1889 – szczureczek namorzynowy
- Pseudohydromys Rümmler, 1934 – pyskomysz
- Mirzamys K.M. Helgen & L.M. Helgen, 2009 – mchoszczur
- Microhydromys Tate & Archbold, 1941 – ryjówkomyszka
- Paraleptomys Tate & Archbold, 1941 – górobobrek
- Leptomys O. Thomas, 1897 – nowogwinejek
- Baiyankamys Hinton, 1943 – papuabobrek
- Crossomys O. Thomas, 1907 – bobromysz – jedynym przedstawicielem jest Crossomys moncktoni O. Thomas, 1907 – bobromysz bezucha
- Hydromys É. Geofrroy Saint-Hilaire, 1804 – bobroszczur
- Parahydromys Poche, 1906 – bobroszczurzyk – jedynym przedstawicielem jest Parahydromys asper (O. Thomas, 1906) – bobroszczurzyk papuaski
- Uromys Peters, 1867 – szczurowiec
- Solomys – O. Thomas, 1922 – salomonek
- Melomys O. Thomas, 1922 – szczurzynek
- Protochromys Menzies, 1996 – sierścinek – jedynym przedstawicielem jest Protochromys fellowsi (Hinton, 1943) – sierścinek rudobrzuchy
- Paramelomys Rümmler, 1936 – paraszczurzynek
- Leporillus O. Thomas, 1906 – zającoszczur – jedynym żyjącym przedstawicielem jest Leporillus conditor (Sturt, 1848) – zającoszczur większy
- Conilurus Ogilby, 1838 – królikoszczur – jedynym przedstawicielem jest Conilurus penicillatus (Gould, 1842) – królikoszczur krzaczastoogonowy
- Mesembriomys Palmer, 1906 – skoczynoszczur
- Zyzomys O. Thomas, 1909 – skałoskakun
- Leggadina O. Thomas, 1910 – australoskoczek
- Notomys Lesson, 1842 – skakuszka
- Mastacomys O. Thomas, 1882 – zajączkoszczurek – jedynym przedstawicielem jest Mastacomys fuscus O. Thomas, 1882 – zajączkoszczurek szerokozębny
- Pseudomys J.E. Gray, 1832 – pseudomysz
- Coryphomys Schaub, 1937 – timoroszczur  – takson wymarły po 1500 roku

Opisano również rodzaj wymarły przed 1500 rokiem:
- Spelaeomys Hooijer, 1957 – jaskinioszczur – jedynym przedstawicielem był Spelaeomys florensis Hooijer, 1957 – jaskinioszczur olbrzymi